# Bankia (mollusque)
Pour les articles homonymes, voir Bankia (homonymie).
Genre
Bankia  est un genre de tarets, des mollusques bivalves à corps très allongé, vermiforme, qui s’attaquent aux bois immergés dans l’eau de mer ou l’eau saumâtre. L'apparence très particulière des tarets fait que leur appartenance aux mollusques n’est pas évidente, et les marins les désignent généralement sous le nom de « vers », appellation que l'on retrouve en anglais (shipworm) et en allemand (schiffsbohrwurm) notamment. Notons par exemple cette définition : « ver(s) des mers chaudes qui attaque(nt) le bois des coques ».

## Liste des espèces
Selon World Register of Marine Species (24 décembre 2020) :
- Bankia aemula Laws, 1944 †
- Bankia anechoensis Roch, 1929
- Bankia australis (Calman, 1920)
- Bankia bagidaensis Roch, 1929
- Bankia barthelowi Bartsch, 1927
- Bankia bipalmulata (Lamarck, 1801)
- Bankia bipennata (W. Turton, 1819)
- Species Bankia bipennata (W. Turton, 1819)
- Bankia brevis (Deshayes, 1863)
- Bankia campanellata Moll & Roch, 1931
- Bankia carinata (J. E. Gray, 1827)
- Bankia cieba Clench & R. D. Turner, 1946
- Bankia cupedia Laws, 1944 †
- Bankia destructa Clench & R. D. Turner, 1946
- Bankia fimbriatula Moll & Roch, 1931
- Bankia fosteri Clench & R. D. Turner, 1946
- Bankia gouldi (Bartsch, 1908)
- Bankia gracilis Moll, 1935
- Bankia insularis Munari, 1979
- Bankia martensi (Stempell, 1899)
- Bankia neztalia R. D. Turner & McKoy, 1979
- Bankia nordi Moll, 1935
- Bankia orcutti Bartsch, 1923
- Bankia philippinensis Bartsch, 1927
- Bankia rochi Moll, 1931
- Bankia setacea (Tryon, 1863)
- Bankia turneri Powell & Bartrum, 1929 †
- Bankia zeteki Bartsch, 1921